# Hűha! jel

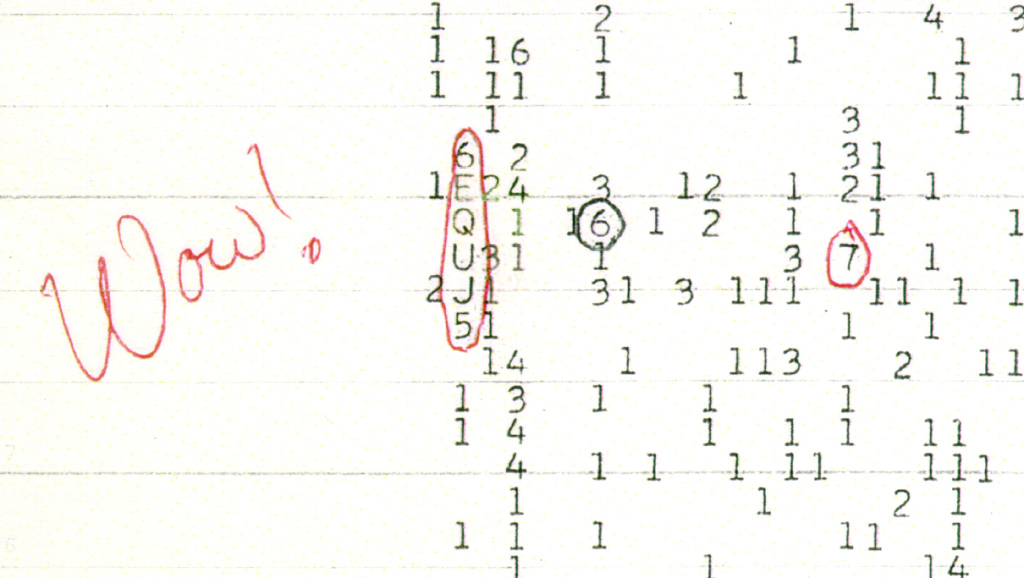
A „Big Ear” rádióteleszkóp által begyűjtött rádiójelek sorozata. Az idő a függőleges tengely mentén múlik (soronként 12 másodperc), az egymás melletti karakterek a rádióspektrum egymást követő hullámsávjai (10 kHz-enként), a karakterek a rádiósugárzás és a háttérzaj arányát mutatják. A nullák (üres helyek, ekkor csak háttérzaj van) és egyesek mellett, amelyek az egész kísérletre jellemzőek voltak, kiugrik az 1420,4 MHz-en a „6EQUJ5” jelsorozat

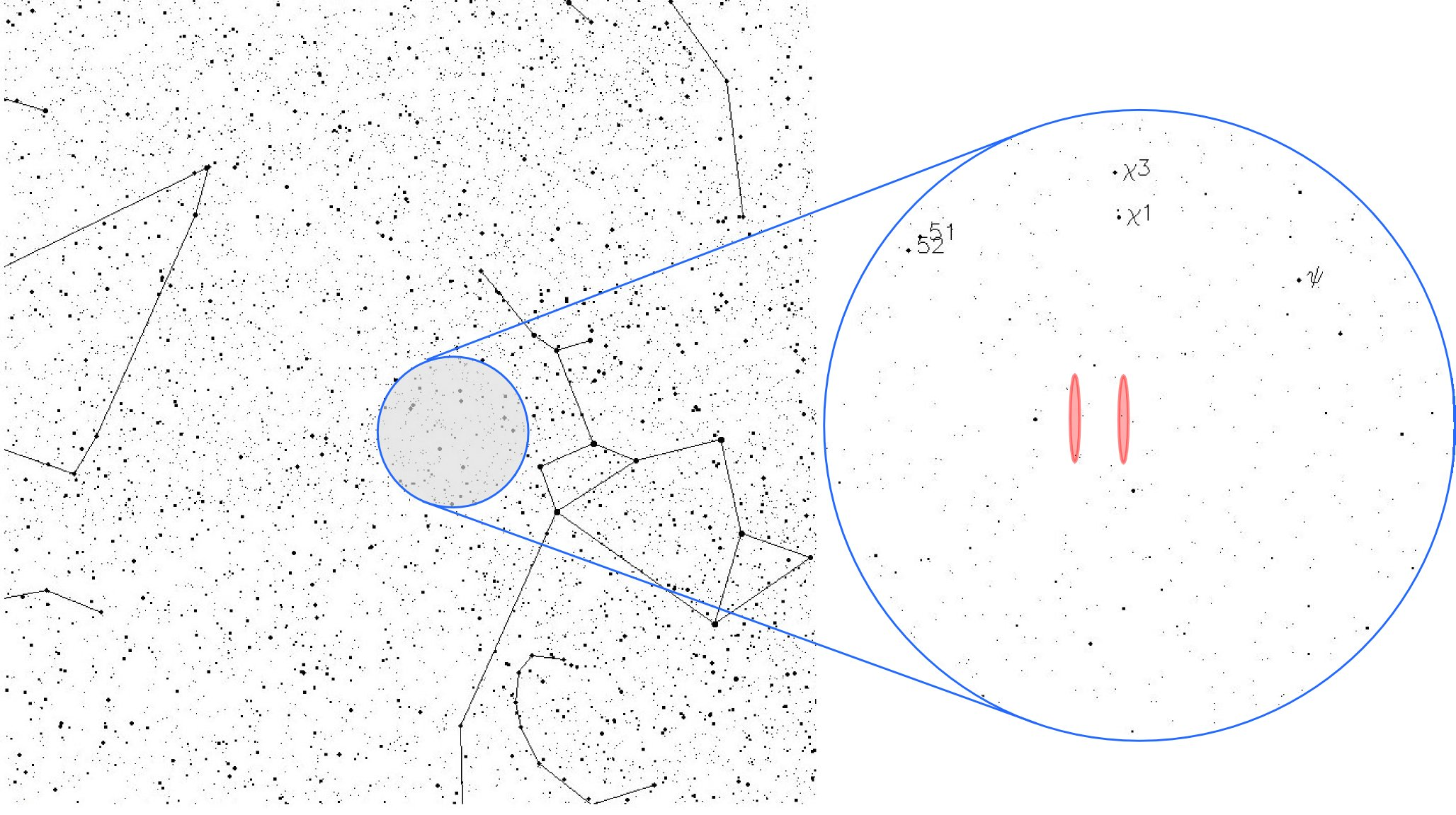
A Hűha! jel forrásának lehetséges két égi helyzete, csillagtérképen bejelölve

A Hűha! jel egy erős, keskenysávú rádiójel volt, amelyet Dr. Jerry R. Ehman 1977. augusztus 15-én fogott, mialatt a SETI program keretében az Ohio állami egyetem által rendelkezésre bocsátott „Big Ear” („Nagy Fül”) rádióteleszkóppal dolgozott. A jel olyan jellemzőkkel bírt, amelyek egy lehetséges földön kívüli civilizációtól való származásra utaltak, és teljesen eltért a kozmikus háttérzajoktól. 72 másodpercig tartott, és azóta sem ismétlődött meg. Első meghökkenésében, hogy a jel mennyire hasonlít a földön kívüli civilizációktól várt rádiójelek mintázatára, Ehman a kinyomtatott jelsorozat mellé széljegyzetként az angol „Wow!” (Hűha!) felkiáltást írta, ezért a jel a későbbiekben „Wow! signal” (Hűha! jel) néven vált ismertté.
A sugárzás pontos helyét nem sikerült lokalizálni, és nem zárható ki, hogy a jel forrása valójában egy műhold volt. Abel Méndez, a Puerto Ricó-i Egyetem asztrobiológusa arra jutott 2024-es tanulmányában, hogy a jel egy hidrogénfelhő és egy neutroncsillag kölcsönhatásából származhat.

## Műszaki jellemzők
A leporellón bekarikázott jelsorozat kódja (6EQUJ5) a jelerősség változását mutatja.
A szóköz 0-0,999 közötti intenzitást jelöl, 1-9 ennek megfelelő 1-9 erősséget, míg a 10 feletti intenzitású jeleket betűkkel jelölték (A=10,000-10,999 stb.) Az U (30,00-30,999 közötti jelerősség) a legmagasabb érték volt, amelyet a teleszkóp érzékelt. A jel sávszélessége kevesebb, mint 10 kHz (a nyomtatott leporelló oszlopai 10 kHz-s sávszélességnek felelnek meg; a jel csak egy csatornában figyelhető meg). Frekvenciájára két különböző értéket adtak meg: 1420,356 MHz (J. D. Kraus) és 1420,456 MHz (J. R. Ehman), mindkettő nagyon közel állt a hidrogén vonal frekvenciájához, az 1420,405 MHz-hez. Mindkét jel sávszélessége 10 Hz alatt volt.

## Lehetséges megfejtés
A rejtély megoldására Antonio Paris, a St. Petersburg College csillagásza tett javaslatot. Szerinte a jel kibocsátásáért a 266P/Christensen és a 335P/Gibbs üstököspár a felelős. Az elméletet később elvetették, mivel az üstökösök nem voltak a sugár útjában a kérdéses időpontban, illetve ebben a frekvenciasávban nem sugároznak rádiójeleket.